# Лауреаты Премии Правительства Российской Федерации в области образования (2010)
 Лауреаты Премии Правительства Российской Федерации в области образования 2010 года — перечень награждённых правительственной наградой Российской Федерации, присужденной за достижения в образовательной деятельности.
Лауреаты определены Распоряжением Правительства РФ от 25 октября 2010 г. № 1868-р на основании решения Межведомственного совета по присуждению премий Правительства в области образования.
Церемония награждения премией прошла 21 декабря 2010 года в Доме Правительства Российской Федерации. Почётные награды лауреатам вручил заместитель председателя Правительства РФ Александр Жуков

## О Премии
Постановлением Правительства Российской Федерации от 26 августа 2004 года № 440 «О премиях Правительства Российской Федерации в области образования» в целях развития педагогической науки, инновационных процессов в образовательной практике, создания эффективных технологий обучения учреждены 20 ежегодных премий Правительства Российской Федерации в области образования в размере 1 млн рублей каждая.

## Лауреаты и другая информация
1. Фортову Владимиру Евгеньевичу, доктору физико-математических наук, профессору, академику Российской академии наук, директору учреждения Российской академии наук Объединённого института высоких температур РАН, Петрову Олегу Федоровичу, заместителю директора Института теплофизики экстремальных состояний, Сону Эдуарду Евгеньевичу, заместителю директора, членам-корреспондентам Российской академии наук, Смирнову Борису Михайловичу, главному научному сотруднику, Иосилевскому Игорю Львовичу, ведущему научному сотруднику, докторам физико-математических наук, профессорам, — работникам того же учреждения; Грязнову Виктору Константиновичу, доктору физико-математических наук, доценту, заведующему лабораторией учреждения Российской академии наук Института проблем химической физики РАН; Стриханову Михаилу Николаевичу, доктору физико-математических наук, профессору, ректору федерального государственного бюджетного образовательного учреждения высшего профессионального образования "Национальный исследовательский ядерный университет «МИФИ», Курнаеву Валерию Александровичу, доктору физико-математических наук, профессору, заведующему кафедрой, — работнику того же учреждения; Старостину Андрею Никоновичу, доктору физико-математических наук, профессору, начальнику отдела федерального государственного унитарного предприятия «Государственный научный центр Российской Федерации Троицкий институт инновационных и термоядерных исследований»; Рутбергу Филиппу Григорьевичу, доктору технических наук, профессору, академику Российской академии наук, директору учреждения Российской академии наук Института электрофизики и электроэнергетики РАН, — за научно-практическую разработку «Научные исследования и учебные пособия по физике низкотемпературной плазмы».
2. Федорову Михаилу Петровичу, доктору технических наук, профессору, члену-корреспонденту Российской академии наук, ректору государственного образовательного учреждения высшего профессионального образования «Санкт-Петербургский государственный политехнический университет», Туричину Глебу Андреевичу, доктору технических наук, профессору, декану, — работнику того же учреждения; Вейко Вадиму Павловичу, доктору технических наук, профессору, заведующему кафедрой государственного образовательного учреждения высшего профессионального образования «Санкт-Петербургский государственный университет информационных технологий, механики и оптики», Яковлеву Евгению Борисовичу, доктору технических наук, доценту, профессору, — работнику того же учреждения; Григорьянцу Александру Григорьевичу, доктору технических наук, профессору, заведующему кафедрой государственного образовательного учреждения высшего профессионального образования «Московский государственный технический университет имени Н. Э. Баумана», Шиганову Игорю Николаевичу, доктору технических наук, профессору, директору научно-исследовательского института конструкционных материалов и технологических процессов, — работнику того же учреждения; Сойферу Виктору Александровичу, доктору технических наук, профессору, члену-корреспонденту Российской академии наук, ректору государственного образовательного учреждения высшего профессионального образования «Самарский государственный аэрокосмический университет имени академика С. П. Королева», Шорину Владимиру Павловичу, доктору технических наук, профессору, академику Российской академии наук, заведующему кафедрой, — работнику того же учреждения, — за научно-практическую и методическую разработку «Создание инновационной научно-образовательной системы подготовки кадров высшей квалификации в области лазерной технологии обработки материалов».
3. Хисамутдиновой Зухре Анфасовне, доктору медицинских наук, директору государственного автономного образовательного учреждения среднего профессионального образования Республики Татарстан «Казанский медицинский колледж», — за цикл трудов «Методология и технологии управления качеством непрерывного среднего медицинского образования».
4. Балдину Александру Викторовичу, доктору технических наук, профессору, директору научно-образовательного центра «Электронный университет» государственного образовательного учреждения высшего профессионального образования «Московский государственный технический университет имени Н. Э. Баумана», Черничкину Дмитрию Михайловичу, заместителю директора того же центра, Матвееву Владимиру Ивановичу, Москаленко Валерию Осиповичу, проректорам, Юдину Евгению Григорьевичу, первому проректору, Васильеву Николаю Васильевичу, начальнику управления, доцентам, Острикову Сергею Петровичу, директору военного института, кандидатам технических наук, Строковой Елене Вадимовне, кандидату экономических наук, главному бухгалтеру, Барышникову Владимиру Анатольевичу, Озеровой Наталье Борисовне, начальникам управлений, — работникам того же учреждения, — за научно-практическую разработку "Интегрированная автоматизированная система управления учреждениями высшего профессионального образования «Электронный университет».

5. Асмолову Александру Григорьевичу, доктору психологических наук, профессору, академику Российской академии образования, заведующему кафедрой факультета психологии федерального государственного образовательного учреждения высшего профессионального образования «Московский государственный университет имени М. В. Ломоносова», Зинченко Юрию Петровичу, члену-корреспонденту Российской академии образования, декану, Гусеву Алексею Николаевичу, Карабановой Ольге Александровне, заместителю декана, Солдатовой Галине Уртанбековне, докторам психологических наук, профессорам, — работникам того же учреждения; Алиевой Эвелине Факировне, кандидату педагогических наук, заместителю руководителя Центра стратегии развития образования и организационно-методической поддержки программ федерального государственного учреждения «Федеральный институт развития образования»; Абакумовой Ирине Владимировне, доктору психологических наук, профессору, члену-корреспонденту Российской академии образования, заведующей кафедрой федерального государственного образовательного учреждения высшего профессионального образования «Южный федеральный университет», Скрипкиной Татьяне Петровне, доктору психологических наук, заведующей кафедрой, Ермакову Павлу Николаевичу, доктору биологических наук, члену-корреспонденту Российской академии образования, декану, профессорам, — работникам того же учреждения; Берулава Галине Алексеевне, доктору психологических наук, члену-корреспонденту Российской академии образования, директору учреждения Российской академии образования «Институт образовательных технологий», — за создание цикла трудов «Формирование установок толерантного поведения и профилактика рисков ксенофобии в системе общего образования».
6. Сычеву Вячеславу Владимировичу, доктору технических наук, профессору государственного образовательного учреждения высшего профессионального образования «Московский энергетический институт (технический университет)», Александрову Алексею Александровичу, Охотину Виталию Сергеевичу, Солодову Александру Павловичу, докторам технических наук, Цветкову Федору Федотовичу, доценту, профессорам, Величко Валентину Ивановичу, Утенкову Владимиру Федоровичу, доцентам, Сухих Андрею Анатольевичу, старшему научному сотруднику, заведующему кафедрой, кандидатам технических наук, — работникам того же учреждения; Григорьеву Борису Афанасьевичу, доктору технических наук, профессору, главному научному сотруднику учреждения Российской академии наук Института проблем нефти и газа РАН, — за комплекс учебников, учебных пособий и учебно-методических разработок «Теоретические основы теплотехники».
7. Ершову Юрию Леонидовичу, доктору физико-математических наук, профессору, академику Российской академии наук, директору учреждения Российской академии наук Института математики имени С. Л. Соболева Сибирского отделения РАН, Гончарову Сергею Савостьяновичу, члену-корреспонденту Российской академии наук, заведующему отделом, Максимовой Ларисе Львовне, главному научному сотруднику, Палютину Евгению Андреевичу, заведующему лабораторией, профессорам, Мальцеву Ивану Анатольевичу, Судоплатову Сергею Владимировичу, ведущим научным сотрудникам, доцентам, докторам физико-математических наук, — работникам того же учреждения; Лаврову Игорю Андреевичу, кандидату физико-математических наук, доценту, ведущему научному сотруднику учреждения Российской академии наук Института системного программирования РАН; Овчинниковой Елене Викторовне, кандидату физико-математических наук, доценту государственного образовательного учреждения высшего профессионального образования «Новосибирский государственный технический университет», — за цикл трудов «Концепция формирования логико-математического образования в высшей школе».
8. Теличенко Валерию Ивановичу, доктору технических наук, профессору, ректору государственного образовательного учреждения высшего профессионального образования «Московский государственный строительный университет», Потапову Александру Дмитриевичу, заведующему кафедрой, Слесареву Михаилу Юрьевичу, докторам технических наук, профессорам, — работникам того же учреждения; Азарову Валерию Николаевичу, доктору технических наук, профессору, заведующему кафедрой государственного образовательного учреждения высшего профессионального образования «Волгоградский государственный архитектурно-строительный университет»; Ананьеву Всеволоду Петровичу, доктору геолого-минералогических наук, профессору государственного образовательного учреждения высшего профессионального образования «Ростовский государственный строительный университет»; Гутеневу Владимиру Владимировичу, доктору технических наук, профессору, руководителю аппарата Общероссийской общественной организации «Союз машиностроителей России»; Пупыреву Евгению Ивановичу, доктору технических наук, профессору, директору государственного унитарного предприятия города Москвы «Институт МосводоканалНИИпроект»; Сметанину Владимиру Ивановичу, доктору технических наук, профессору, заведующему кафедрой федерального государственного образовательного учреждения высшего профессионального образования «Московский государственный университет природообустройства», — за комплекс работ «Учебно-методическое обеспечение и формирование научных основ профессионального образования в области экологической безопасности строительных систем и технологий».

9. Филиппову Юрию Владимировичу, доктору педагогических наук, профессору, заведующему кафедрой государственного образовательного учреждения высшего профессионального образования «Нижегородский государственный архитектурно-строительный университет», Гавриловой Светлане Андреевне, кандидату философских наук, старшему преподавателю, Кольцовой Ирине Николаевне, кандидату культурологии, доценту, Копосову Евгению Васильевичу, доктору технических наук, профессору, ректору, Замураевой Марине Анатольевне, заведующей кафедрой, Шуваевой Наталье Юрьевне, старшему преподавателю, Ревягиной Татьяне Александровне, кандидатам педагогических наук, Тарасовой Ирине Борисовне, доктору педагогических наук, Фирсовой Анне Михайловне, кандидату философских наук, доцентам, — работникам того же учреждения, — за создание комплекта учебных пособий «Детям об истории Нижегородского края».
10. Бим Инессе Львовне, доктору педагогических наук, профессору, академику Российской академии образования, главному научному сотруднику учреждения Российской академии образования «Институт содержания и методов обучения», Садомовой Людмиле Васильевне, кандидату педагогических наук, старшему научному сотруднику, — работнику того же учреждения; Рыжовой Ларисе Ивановне, учителю немецкого языка государственного образовательного учреждения Гимназии N 1527, — за создание учебно-методического комплекта «Немецкий язык».
11. Ройтбергу Григорию Ефимовичу, профессору, члену-корреспонденту Российской академии медицинских наук, заведующему кафедрой государственного образовательного учреждения высшего профессионального образования «Российский государственный медицинский университет Федерального агентства по здравоохранению и социальному развитию», Струтынскому Андрею Владиславовичу, доктору медицинских наук, профессору, заведующему кафедрой, — работнику того же учреждения, — за цикл трудов «Основы клинической диагностики и лечения заболеваний внутренних органов».
12. Басову Николаю Федоровичу, доктору педагогических наук, профессору, заместителю директора института педагогики и психологии государственного образовательного учреждения высшего профессионального образования «Костромской государственный университет имени Н. А. Некрасова», Басовой Валентине Марковне, заведующей кафедрой, Тимонину Андрею Ивановичу, директору института, докторам педагогических наук, профессорам, Павловой Оксане Александровне, кандидату педагогических наук, доценту, заместителю директора института, — работникам того же учреждения; Кузьменко Галине Анисимовне, директору автономной некоммерческой организации Образовательный центр «ЭОС», — за создание комплекта учебных и научных изданий «Организационное и научно-методическое обеспечение профессионального становления специалистов в области социального воспитания детей и молодежи».
13. Бесчастнову Николаю Петровичу, доктору искусствоведения, профессору, декану государственного образовательного учреждения высшего профессионального образования «Московский государственный текстильный университет имени А. Н. Косыгина», Сидоренко Владимиру Филипповичу, Стор Ирине Николаевне, заведующей кафедрой, докторам искусствоведения, Козловой Татьяне Васильевне, доктору технических наук, заведующей кафедрой, Степучеву Роберту Александровичу, профессорам, — работникам того же учреждения; Белько Татьяне Васильевне, доктору технических наук, профессору, заведующей кафедрой государственного образовательного учреждения высшего профессионального образования «Поволжский государственный университет сервиса»; Зайцеву Вячеславу Михайловичу, генеральному директору открытого акционерного общества «Московский Дом Моды Вячеслава Зайцева»; Лаврентьеву Александру Николаевичу, доктору искусствоведения, профессору государственного образовательного учреждения высшего профессионального образования «Московский государственный художественно-промышленный университет имени С. Г. Строганова», Соловьеву Николаю Кирилловичу, доктору искусствоведения, профессору, проректору, — работнику того же учреждения; Петушковой Галине Ивановне, доктору искусствоведения, профессору, заведующей кафедрой государственного образовательного учреждения высшего профессионального образования «Московский государственный университет дизайна и технологии», — за создание комплекта учебных изданий «Художественное проектирование изделий текстильной и легкой промышленности».
14. Олейниковой Ольге Николаевне, доктору педагогических наук, председателю правления Региональной общественной организации «Центр изучения проблем профессионального образования», Муравьевой Анне Александровне, кандидату филологических наук, ведущему специалисту, — работнику той же организации; Анисимову Петру Федоровичу, доктору экономических наук, профессору, проректору государственного образовательного учреждения высшего профессионального образования «Южно-Российский государственный технический университет (Новочеркасский политехнический институт)»; Коноваловой Юлии Викторовне, кандидату педагогических наук, заместителю директора государственного образовательного учреждения среднего профессионального образования «Екатеринбургский торгово-экономический техникум»; Сартаковой Елене Владимировне, директору федерального государственного образовательного учреждения среднего профессионального образования «Новосибирский химико-технологический колледж имени Д. И. Менделеева», — за цикл трудов «Проектирование и реализация образовательных программ среднего профессионального образования на основе системного взаимодействия с рынком труда».

15. Агаханову Назару Хангельдыевичу, кандидату физико-математических наук, доценту государственного образовательного учреждения высшего профессионального образования «Московский физико-технический институт (государственный университет)», Кожевникову Павлу Александровичу, Подлипскому Олегу Константиновичу, Слободянину Валерию Павловичу, доцентам, Богданову Илье Игоревичу, старшему преподавателю, Самарскому Юрию Александровичу, профессору, проректору, кандидатам физико-математических наук, Козелу Станиславу Мироновичу, доктору физико-математических наук, профессору, Александрову Дмитрию Анатольевичу, доценту, Терешину Дмитрию Александровичу, старшему преподавателю, — работникам того же учреждения, — за научно-практическую разработку «Система развития всероссийских предметных олимпиад школьников, отбора и подготовки национальных сборных команд России на международные олимпиады по физике и математике».
16. Чаплыгину Юрию Александровичу, доктору технических наук, профессору, члену-корреспонденту Российской академии наук, ректору государственного образовательного учреждения высшего профессионального образования «Московский государственный институт электронной техники (технический университет)», Баринову Виктору Владимировичу, заведующему кафедрой, Игнатовой Ирине Гургеновне, проректору, докторам технических наук, Боргардту Николаю Ивановичу, доктору физико-математических наук, заведующему кафедрой, профессорам, Кальнею Сергею Григорьевичу, кандидату физико-математических наук, доценту, заведующему кафедрой, Соколовой Натэлле Юрьевне, Шевниной Юлии Сергеевне, кандидатам технических наук, доцентам, — работникам того же учреждения; Айсмонтасу Бронюсу Броневичу, кандидату педагогических наук, доценту, декану государственного образовательного учреждения высшего профессионального образования «Московский городской психолого-педагогический университет»; Загорскому Вячеславу Викторовичу, доктору педагогических наук, кандидату химических наук, старшему научному сотруднику, профессору федерального государственного образовательного учреждения высшего профессионального образования «Московский государственный университет имени М. В. Ломоносова», Миняйлову Владимиру Викторовичу, кандидату химических наук, старшему научному сотруднику, — работнику того же учреждения, — за создание инновационной разработки «Программно-методический комплекс для создания электронных образовательных сред, управления учебным процессом и индивидуальной работой обучающихся».
17. Ильину Виктору Алексеевичу, доктору военных наук, профессору, старшему преподавателю федерального государственного военного образовательного учреждения высшего профессионального образования "Военный учебно-научный центр Военно-Морского Флота «Военно-морская академия имени Адмирала Флота Советского Союза Н. Г. Кузнецова», — за цикл трудов «Учебно-методическое обеспечение подготовки офицеров ВМФ к ведению специальных действий».
18. Стафееву Сергею Константиновичу, доктору технических наук, профессору, декану государственного образовательного учреждения высшего профессионального образования «Санкт-Петербургский государственный университет информационных технологий, механики и оптики», Анисимовой Наталье Геннадьевне, руководителю центра карьерного роста, Ивановой Ираиде Николаевне, научному сотруднику, Музыченко Яне Борисовне, ассистенту, Петрову Николаю Владимировичу, аспиранту, Томилину Максиму Георгиевичу, доктору технических наук, профессору, Юдовиной Татьяне Сергеевне, заведующей сектором, — работникам того же учреждения, Слободянюку Сергею Васильевичу, студенту того же учреждения; Кондратьевой Ирине Николаевне, директору автономной некоммерческой организации "Мультимедиа-студия «Март»; Маниловой Алле Юрьевне, вице-губернатору Санкт-Петербурга, — за разработку концепции развития образовательных центров науки и технологий для школьников и создание в г. Санкт-Петербурге интерактивной композиции «Музей оптики».
19. Кузнецову Николаю Геннадьевичу, доктору экономических наук, профессору, ректору государственного образовательного учреждения высшего профессионального образования "Ростовский государственный экономический университет «РИНХ», Алифановой Елене Николаевне, заместителю декана, Золотареву Владимиру Семеновичу, президенту, Кочмола Константину Викторовичу, декану, докторам экономических наук, профессорам, Рыбчинской Ирине Владимировне, кандидату экономических наук, доценту, — работникам того же учреждения; Эскиндарову Мухадину Абдурахмановичу, доктору экономических наук, профессору, ректору федерального государственного образовательного учреждения высшего профессионального образования «Финансовая академия при Правительстве Российской Федерации», Гетьману Виктору Григорьевичу, Думной Наталье Николаевне, Лаврушину Олегу Ивановичу, заведующим кафедрами, Смитиенко Борису Михайловичу, проректору, докторам экономических наук, профессорам, — работникам того же учреждения, — за цикл научных трудов, учебно-методических и прикладных разработок «Формирование и развитие системы непрерывного финансового образования и трансграничного распространения финансовой грамотности, включающей специализированный интернет-портал и комплект мультиформатных учебников, учебных пособий, методических разработок».
20. Харину Александру Александровичу, доктору технических наук, профессору, ректору государственного образовательного учреждения высшего профессионального образования «Российский государственный университет инновационных технологий и предпринимательства»; Иванову Владимиру Викторовичу, доктору экономических наук, кандидату технических наук, заместителю главного ученого секретаря президиума Российской академии наук, Козлову Валерию Васильевичу, доктору физико-математических наук, профессору, академику Российской академии наук, вице-президенту Российской академии наук; Кортову Сергею Всеволодовичу, доктору экономических наук, кандидату физико-математических наук, доценту, проректору федерального государственного автономного образовательного учреждения высшего профессионального образования «Уральский федеральный университет имени первого Президента России Б. Н. Ельцина»; Левину Борису Алексеевичу, доктору технических наук, профессору, ректору государственного образовательного учреждения высшего профессионального образования «Московский государственный университет путей сообщения»; Ляпиной Светлане Юрьевне, доктору экономических наук, профессору государственного образовательного учреждения высшего профессионального образования «Государственный университет управления»; Осеевскому Михаилу Эдуардовичу, кандидату экономических наук, вице-губернатору Санкт-Петербурга; Расковалову Владиславу Львовичу, кандидату технических наук, доценту, генеральному директору Санкт-Петербургского государственного учреждения «Санкт-Петербургский межрегиональный ресурсный центр»; Туккелю Иосифу Львовичу, доктору технических наук, профессору, декану государственного образовательного учреждения высшего профессионального образования «Санкт-Петербургский государственный политехнический университет»; Уварову Александру Фавстовичу, кандидату экономических наук, проректору государственного образовательного учреждения высшего профессионального образования «Томский государственный университет систем управления и радиоэлектроники», — за инновационную разработку «Создание нового направления высшего профессионального образования „Инноватика“, его научное и учебно-методическое обеспечение, экспериментальная отработка и широкое внедрение в практику отечественных университетов».